# Hans Lachmann (Fotograf)
Hans Lachmann (* 13. März 1920; † 31. Juli 2006 in Monheim am Rhein) war ein deutscher Fotograf.
Von Herbst 1941 an war er als Bildberichterstatter in Propagandakompanien tätig. Seit der Nachkriegszeit wirkte er als freier Fotograf mit einem Auftragsschwerpunkt bei der Evangelischen Kirche im Rheinland. Sein Werk dokumentiert daher u. a. den Aufbau der kirchlichen Strukturen in den 1950er und 1960er Jahren sowie die Arbeitsgebiete der Diakonie und der Ökumene. Aber auch Facetten des Alltagslebens waren ein wiederkehrendes Thema seiner Arbeit.
Aus Lachmanns fotografischer Arbeit im Zweiten Weltkrieg hat sich nichts erhalten. Das Œuvre seit 1948 umfasst ca. 500.000 Fotos (s/w KB-Negative, Positive, Dias) und wird im Archiv der Evangelischen Kirche im Rheinland in Düsseldorf verwahrt.
In den Jahren 1997 bis 2001 erwarb das Bundesarchiv (Deutschland) von Hans Lachmann 1000 Motive, die dort als „Bestand 194 Sammlung Hans Lachmann“ geführt werden. Diese Sammlung gehört zu den Bildern, die Ende 2008 durch eine Kooperation zwischen dem Bundesarchiv und Wikimedia Deutschland in Wikimedia Commons unter einer freien Lizenz bereitgestellt wurden.